# Palazzo Canacci
Il palazzo Canacci è un edificio storico del centro di Firenze, situato in piazza di Parte Guelfa 3 angolo chiasso di San Biagio e via delle Terme 2-4. Negli interni è unito all'attiguo palazzo Giandonati.
Il palazzo appare nell'elenco redatto nel 1901 dalla Direzione Generale delle Antichità e Belle Arti, quale edificio monumentale da considerare patrimonio artistico nazionale.

## Storia
Nel 1455 Dino di Antonio Canacci, appartenente a una famiglia di abili mercanti, acquistò l'immobile di Antonio de' Bardi, in angolo tra via delle Terme ed il chiasso delle Misure (poi detto in questa porzione chiaso di San Biagio) e che giungeva fino ad un vicolo separante l'edificio medesimo da quello a Nord dei Giandonati, in piazza di San Biagio (oggi piazza di Parte Guelfa).

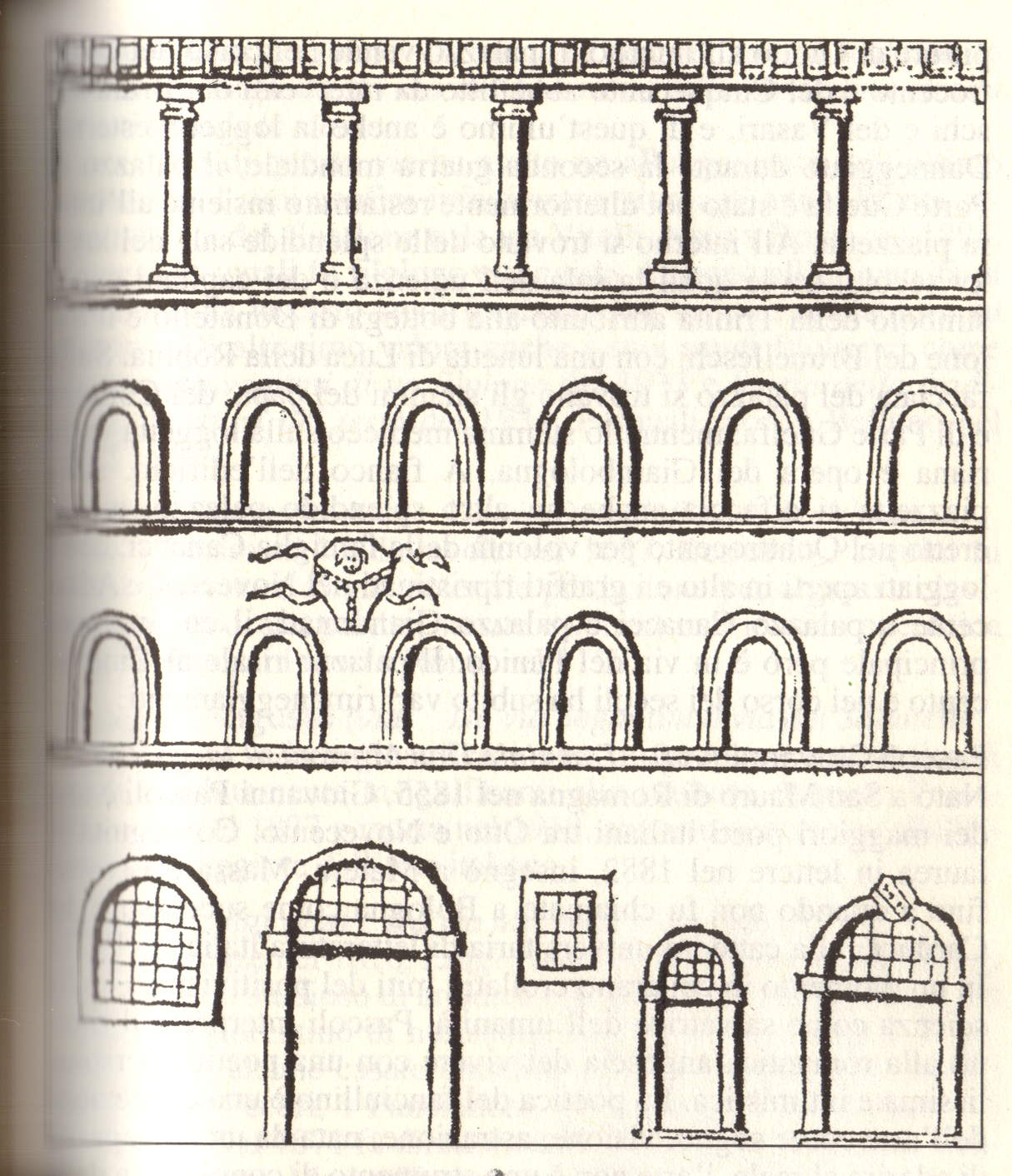
Facciata del palazzo in un disegno settecentesco

L'impianto, a pianta quadrangolare fortemente irregolare (tendente a quella trapezoidale), era il risultato dell'aggregazione di tre case a corte mercantili alto medievali (ampliate con l'addizione di altri ambienti) a loro volta sorte su un lotto d'origine romana, di forma irregolare per la presenza del circuito murario al suo ridosso. I due nuovi prospetti tardo quattrocenteschi furono qualificati da sei assi di finestre centinate ciascuno e da un loggiato sottotetto a squadra su undici agili colonne ioniche, dilatato anche al di sopra del vicolo a Nord (chiasso che, nell'occasione di questi lavori, venne superfetato). Tale altana ricorda quella, di più modesta estensione, realizzata come addizione più tarda al non lontano palazzo Davanzati in via Porta Rossa e, soprattutto, il loggiato di palazzo Guadagni, del Cronaca (1505 circa).
Rimasto ai Canacci fino all'estinzione del casato con la morte di Cosimo Canacci, nel 1777, il palazzo venne progressivamente abbandonato fino al degrado (peraltro proprio di tutti gli edifici prospicienti la piazza) documentato dalle fotografie di fine Ottocento. Rischiò la demolizione durante il Risanamento di Firenze, che però non interessò la piazza di Parte Guelfa, la quale venne poi restaurata completamente nei primi decenni del Novecento. All'inizio del secolo il palazzo Canacci fu infatti acquistato dal Comune di Firenze che ne promosse un radicale restauro condotto su progetto dell'architetto Giuseppe Castellucci nel 1902-1904, con ampie integrazioni e ricostruzioni in stile. Nel corso dei lavori fu tra l'altro ripristinato il loggiato superiore, demolito il cavalcavia che lo univa al palazzo di Parte Guelfa sopra il chiasso di San Biagio e rifatti "ugualmente, simmetricamente, accuratamente" i ricchi graffiti della facciata (che nel 1924 risulteranno a Garneri "già danneggiati").
Gravemente lesionato dalle esplosioni del 1944 (quando nel palazzo aveva sede il Commissariato di Pubblica Sicurezza del Quartiere di San Giovanni), l'edificio fu poco dopo oggetto di un intervento di consolidamento strutturale che consentì di adibire l'immobile a sede della Soprintendenza comunale ai giardini, del Circolo dei dipendenti comunali e del Sindacato dei dipendenti di enti locali.
Solo nel 1961 si provvide a restaurare l'altana mentre nel 1965 si restaurarono e integrarono i graffiti sulle tracce dei preesistenti, con la direzione del cantiere affidata all'architetto Cassioli. Altri interventi di restauro furono legati all'importante cantiere chiuso nel 2000, su progetto dell'architetto Giuseppe Cini (consolidamento statico, completa revisione delle coperture, restauro e ripristino delle facciate, dei decori architettonici e dei paramenti in pietra).
Oggi ospita il comitato per il calcio in costume.

## Descrizione

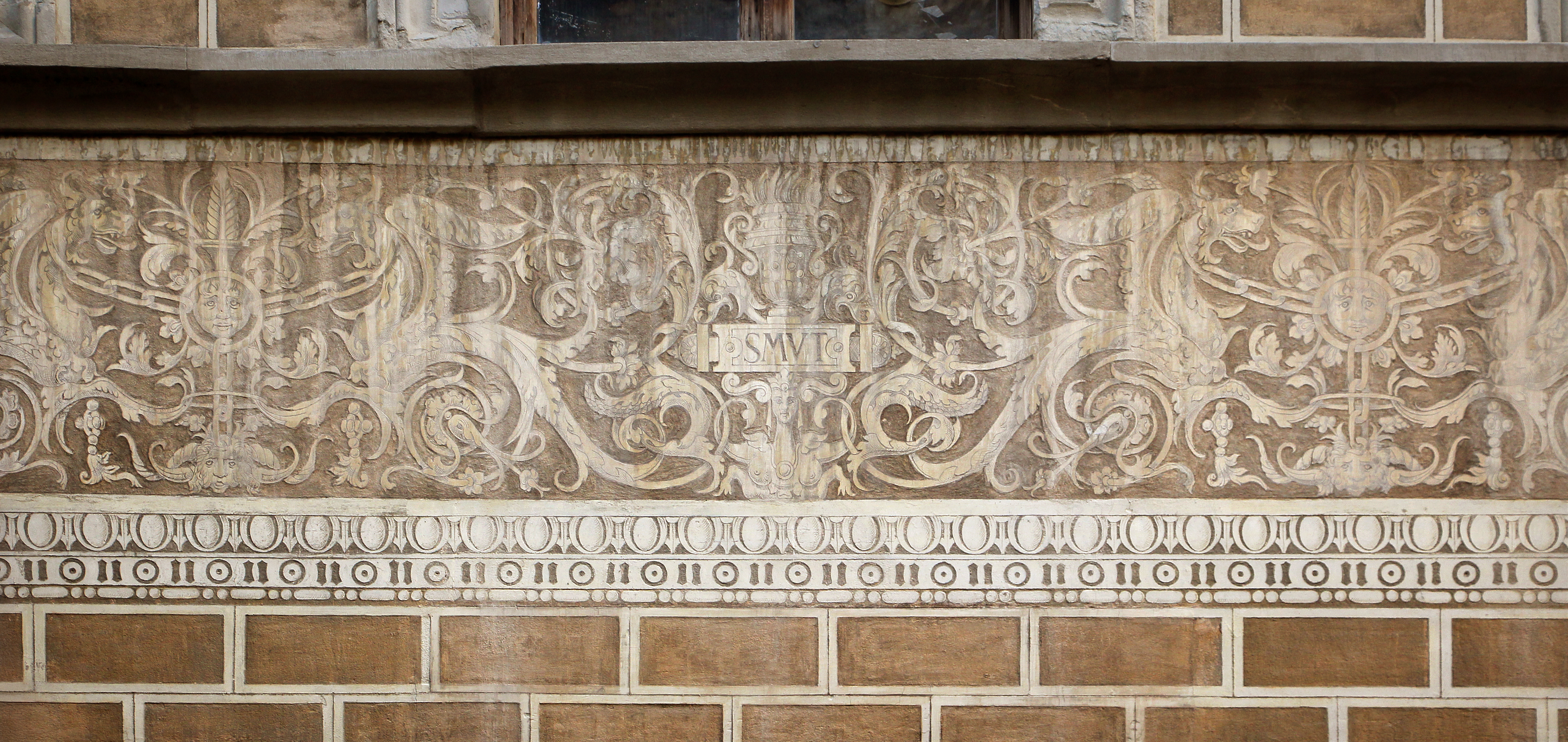
Sgraffito con siglia SMVT

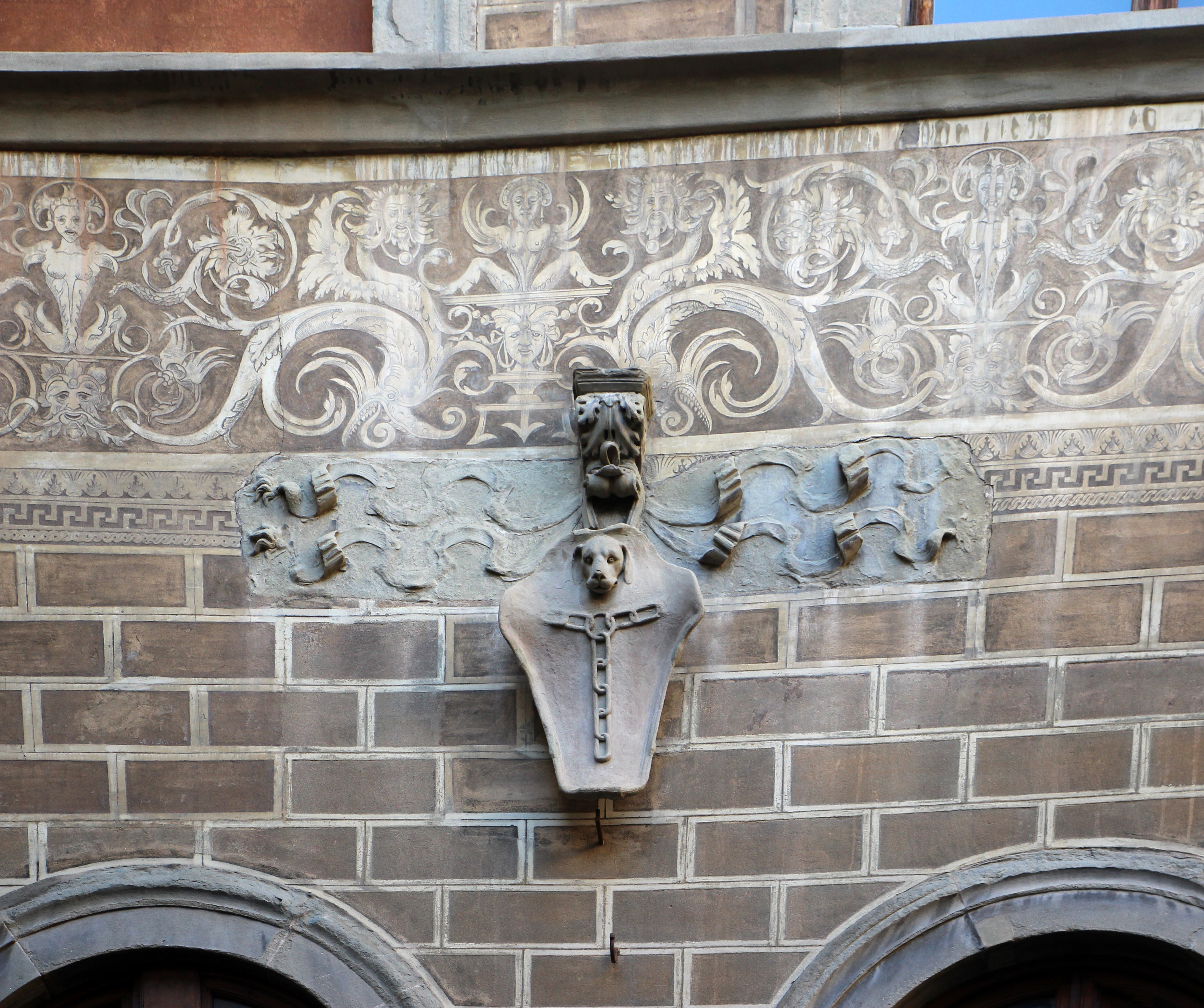
Lo stemma Canacci sulla piazza

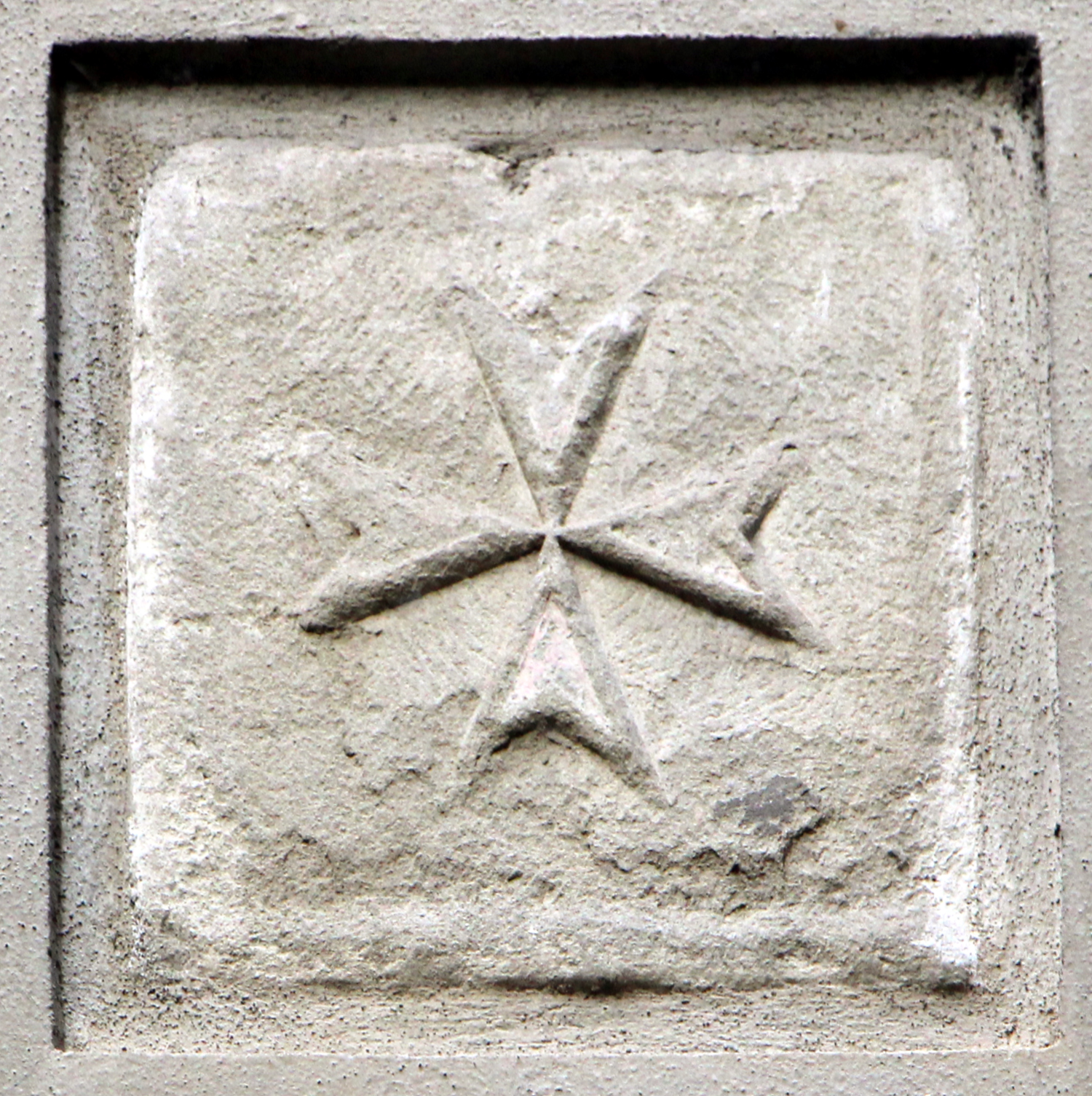
Stemma dell'ordine di Santo Stefano della Commenda dell'Ancisa

Il fronte su piazza di Parte Guelfa si caratterizza per il piano terreno con due portoni, affiancati da finestre con cornici. I due piani superiori presentano finestre organizzate su sei assi, unite da una cornice marcadavanzale. Tutta la superficie a intonaco è decorata a graffiti a finto ammattonato. In alto è un'altana su colonnine.
Al centro un scudo con l'arme dei Canacci (a tre catene moventi dai due angoli del capo e dalla punta, riunite in pergola nel cuore per un anello, accompagnate nel capo da un rincontro di cane).
Il fronte su via Terme si presenta unificato dall'altana a colonnine che corre in alto ma ben distinto per quanto riguarda il corpo centrale: sulla destra, per la larghezza di due assi, questo mostra tutta la superficie a intonaco decorata a graffiti a finto ammattonato con due alte fasce decorate, quale logico proseguimento del disegno e dei motivi propri del fronte sulla piazza di Parte Guelfa. A sinistra, per la larghezza di quattro assi (ma con le finestre allineate su piani diversi rispetto alle precedenti) non si rilevano decorazioni e le porte al terreno appaiono radicalmente modificate rispetto alla situazione originaria. Al primo piano, al limitare delle due porzioni descritte, è un altro scudo in pietre policrome con l'arme Canacci. Sulla porta d'ingresso all'estrema sinistra si rileva invece una pietra scolpita con croce cavalleresca, per indicare come il possesso della fabbrica appartenesse all'Ordine di Santo Stefano, al quale era pervenuto con la commenda dei Dall'Ancisa.

## Note

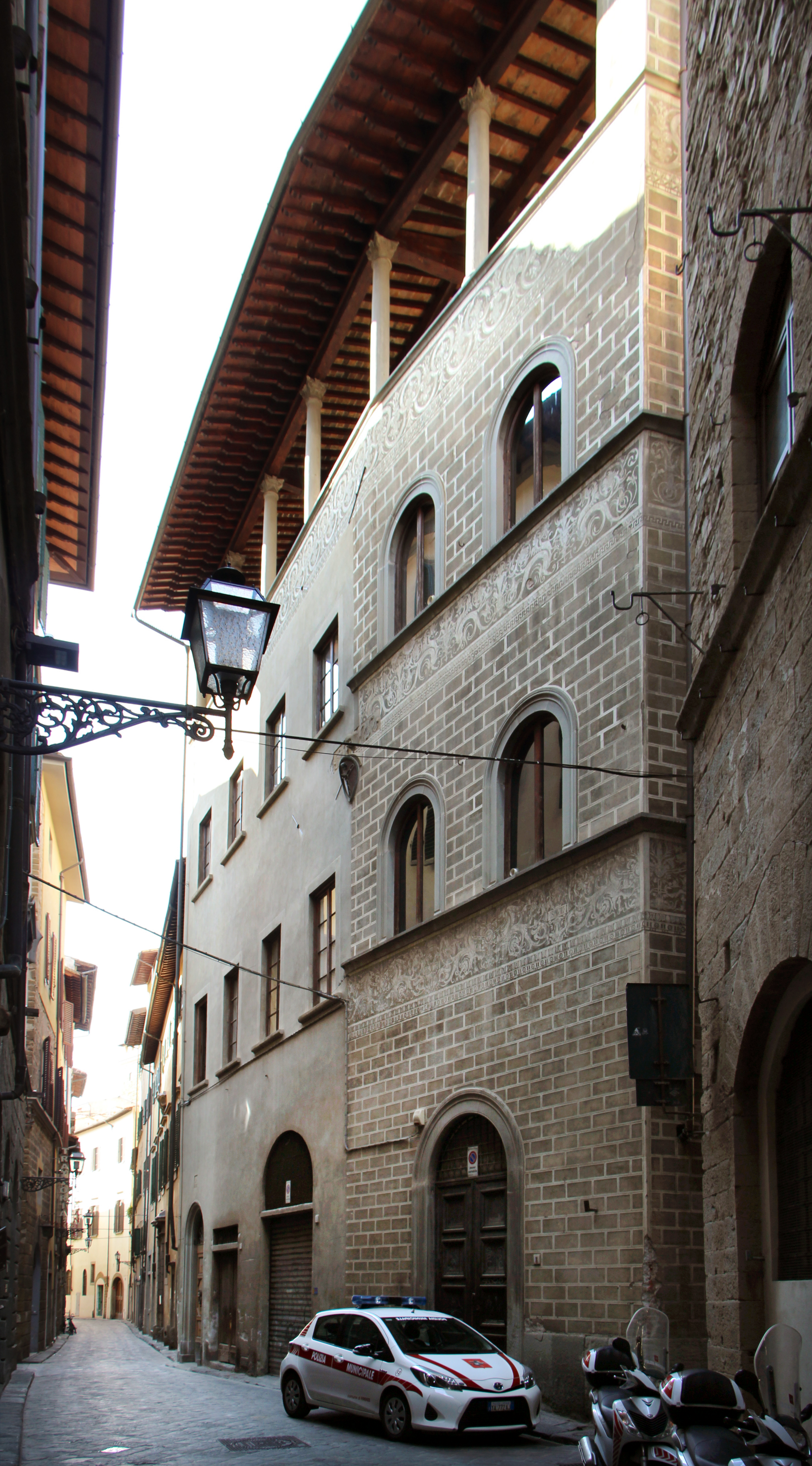
Lato su via delle Terme